# Alexis Rivera Curet
Alexi Rivera Curet (San Juan, Puerto Rico, 29 de octubre de 1982) es un exfutbolista puertorriqueño, jugaba de mediocampista y su último club fue Bayamon FC.

## Carrera

### Club
Rivera empezó su carrera jugando en Atléticos de San Juan. Ha participado en campeonatos de Inglaterra, Sudamérica, España y ha representado a Puerto Rico en los juegos centroamericanos y del Caribe.
Luego, Rivera jugó para el Puerto Rico Islanders en el 2004

### Internacional
Es parte de la selección de fútbol de Puerto Rico, y ha jugado dos partidos que forman parte de la clasificación a la Copa Mundial de 2010.

## Actualmente
Se desempeña como Director de Relaciones con la Comunidad del Puerto Rico FC.